# Roques de la Partió d'en Cau
Les Roques de la Partió d'en Cau és una muntanya de 312 metres que es troba al municipi d'Anglès, a la comarca de la Selva.